# Естадіо-Романо
Естадіо Романо (ісп. Estadio Romano) — футбольний стадіон, розташований у місті Мерида, Іспанія, що вміщує 14 537 глядачів. Він був відкритий 23 травня 1953 року і повністю реконструйований в 1995 році після дебютного виходу футбольного клубу «Мерида» до вищого дивізіону Іспанії з футболу.
Стадіон є домашньою ареною клубу «Мерида».

## Історія
Сучасний стадіон був відкритий матчем між «Меридою» і «Реалом Бетіс» в першому турі Ла Ліги 1995/96. Да цього на тому місці знаходився «Міський стадіон Мериди» (ісп. Estadio Municipal de Mérida) місткістю 8000 глядачів, відкритий 23 травня 1953 року. Під час реконструкції були перебудовані обидві трибуни, прибрані бігові доріжки і покращені підходи, освітлення, звук, газон та безпека, а дві трибуни отримали дах.

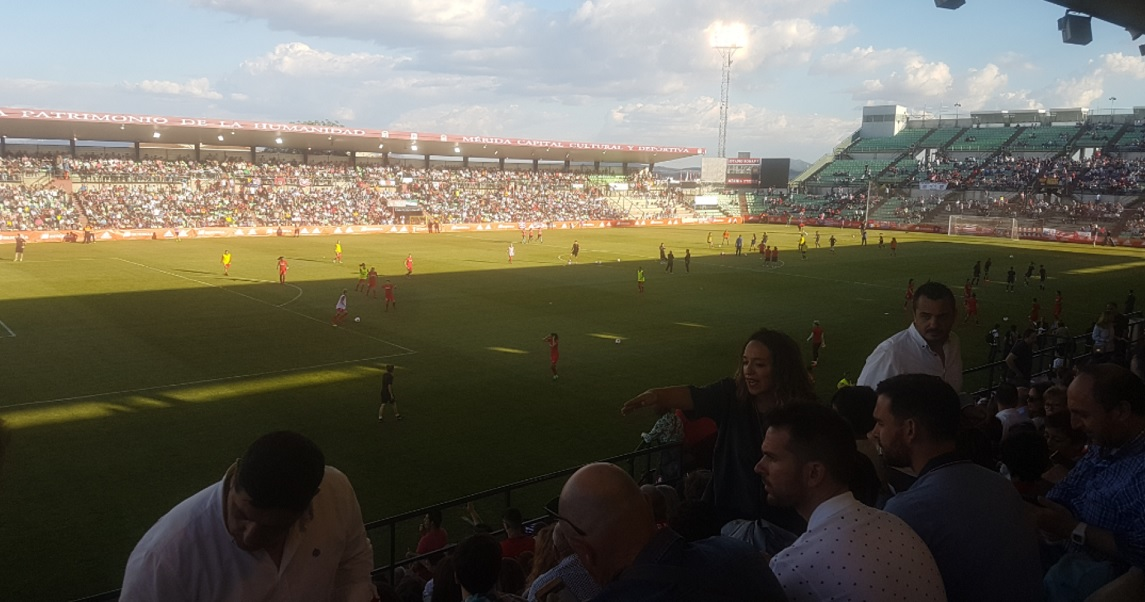
Стадіон у 2018 році.

У вересні 1997 року отримав назву Стадіон Хосе Фоуто, на честь Хосе Фоуто Карвахаля, президента «Мериди», який вивів клуб з Терсери до Прімери. Після зникнення команди у 2000 році стадіон відновив свою первинну назву.
Також на стадіоні пройшов матч відбору на чемпіонат світу 2010 року між Іспанією і Естонією 9 вересня 2009 року. Іспанці виграли 3:0 і кваліфікувались на «мундіаль»
До того на стадіоні проходив відбірковий матч молодіжного чемпіонату Європи 1990 року між молодіжними збірними Іспанії та Кіпру, що відбувся 31 травня 1989 року та відбірковий матч молодіжного чемпіонату Європи 1992 року між молодіжними збірними Іспанії та Чехословаччини, що відбувся 12 листопада 1991 року.
У 2018 році на стадіоні пройшов фінал жіночого Кубка Іспанії, в якому зіграла «Барселона» і «Атлетіко».

## Місткість
У матчі 20 туру Ла Ліги 1995/96 відбувся перший офіційний візит мадридського «Реала» на стадіон, в результаті чого матч відвідало аж 18 000 глядачів, встановивши рекорд відвідуваності в регіоні, який до цих пір ніхто не зміг побити. Оскільки тоді ще не були встановлені всі місця на стадіоні, глядачі могли спостерігати за грою стоячи. Коли були встановлені всі місця, загальна місткість стадіону склала 14 710 місць.
Перед матчем збірної Іспанії у вересні 2009 року були внесені поправки у VIP-ложі, збільшивши місткість стадіону до 14.537 глядачів.